# Mancomunitat Cuatro Caminos
Mancomunitat Cuatro Caminos és una comarca o mancomunitat de municipis de la província de Salamanca, al nord-est de la província. El centre és Mozárbez i està format pels municipis de:
- Beleña
- Buenavista
- Fresno Alhándiga
- Martinamor
- Monterrubio de la Sierra
- Morille
- Mozárbez
- Pedrosillo de los Aires
- San Pedro de Rozados
- Valdemierque
- Vecinos